# Emma Izquierdo de Moreno
Emma Izquierdo de Moreno (Pesca, 6 de noviembre de 1924- 29 de marzo de 2023)  fue una líder del Partido Liberal Colombiano.
Ocupó varios cargos públicos en Yopal como Secretaria de Educación, Presidenta del Consejo Municipal y alcaldesa del municipio en 1978. De este modo, es una de las tres mujeres que han ocupado la primera magistratura de ese municipio.

## De Boyacá hacia Casanare
Hija de don Luis Antonio Izquierdo y de doña Lucila Serrano Bernal, fue la segunda de siete hermanos: Bertha, Luis, Héctor, Lucy, Alberto y Jorge Izquierdo Serrano.
Hija de liberales, Emma Izquierdo Serrano (apellido de soltera) creció en la comunidad de Pesca-Boyacá en los años 1920, población donde predominaba el partido conservador. Su padre era en esa época el primer alcalde liberal del pueblo[cita requerida].
La intención del señor Luis consistía en invertir en las tierras baldías del piedemonte casanareño, con el fin de restaurar las finanzas familiares. El carácter del señor Luis, su inclinación al servicio, su liderazgo innato y su preparación académica (le faltó un año para culminar sus estudios como seminarista)[cita requerida], le llevó a tener relevancia social y política en la pequeña comunidad de El Morro.
El señor Luis llegó a ser burgomaestre, cargo desde el cual se opone a las pretensiones de la comunidad del corregimiento de Yopal, quienes liderados por Carlos Vargas, solicitaban se trasladara el puesto de control contra el abigeato del DAS así como las oficinas de registro del ganado vacuno hacia el caserío. Estas peticiones se fundaban en que significaba un desgaste de tiempo así como maltrato de los animales subirlos por la calle real que comunicaba con El Morro. Como ceder a estas pretensiones significaban en la práctica la pérdida de la importancia de El Morro, el conflicto no encontraba salida hasta que los yopaleños llevaron a cabo una asonada, llevándose de noche los archivos y los sellos utilizados para registrar el transporte de ganado a Yopal[cita requerida].

## Violencia partidista y desplazamiento
Durante el periodo de la La Violencia partidista, iniciada con el asesinato del abogado y líder popular Gaitán, el médico Moreno y su esposa se refugian en Bogotá con los demás miembros de su familia. Durante ese tiempo la señora Emma Izquierdo adopta el rol de proveedora de sus familiares y consigue empleo en la Registraduría Nacional, donde se desempeñó como auxiliar administrativa, pero en 1952 consiguió vincularse como Jefa de Personal en una empresa norteamericana de importación y exportación de farmacéuticos The Sydnney Ross asentada en Bogotá. 
En esa época era progresista y revolucionario que una mujer desempeñara un cargo administrativo, y la llegada de ella a uno indicaba el lento y progresivo cambio de mentalidad con respecto al papel tradicional que la mujer desempeñaba en esa entonces, proceso que llevaría al reconocimiento del derecho al voto de la mujer en Colombia durante la dictadura de Gustavo Rojas Pinilla.

## Llegando a Casanare
Una vez que la guerrilla liberal se desmoviliza, después de la entrega de Guadalupe Salcedo y sus hombres, y aceptada la amnistía ofrecida por la dictadura del General Rojas Pinilla de manera general a todas las facciones del conflicto, se pacifica Casanare y los desplazados regresan a sus hogares. El matrimonio del médico Carlos Hernando Moreno y la señora Bertha Izquierdo regresan ocasionalmente para pasar vacaciones de fin de año, y en uno de estos viajes vacacionales la señora Bertha muere de un infarto cardiaco en 1955 en la Hacienda Villaflor, ubicada en la vía Yopal - Paz de Ariporo, de propiedad de su hermano Luis Antonio Izquierdo, donde celebraban el año nuevo.
La señora Emma renuncia a su trabajo para ayudar en la crianza de sus sobrinos Bertha, Teresa, Isabel y Carlos, hijos de su difunta hermana. Después de un tiempo se casa con el médico Moreno y de ese matrimonio nacen Emma, Guillermo, Hernán, Lucero y Sara Moreno.
En 1958 se trasladan para Yopal donde inicia una labor social en el naciente municipio, liderando un grupo de ciudadanos que solicitan la apertura de un colegio en el pequeño pueblo, lográndose la creación del colegio departamental Braulio González.

## Del estero al despacho municipal: El liderazgo femenino liberal
La pareja decide asentarse en Yopal en un lote ubicado en la carrera 21 con calle 8, donde está la sede de la Secretaría de Salud de Casanare, y compran un terreno dominado por un estero al frente del sitio donde se asientan. Este estero fue drenado por la pareja; quienes más tarde construirían el Teatro El Estero, el primero de Yopal. Uno de los factores decisivos para establecerse de manera definitiva en el naciente municipio, fue el nombramiento que como director del Hospital Regional recibió el doctor Moreno[cita requerida].
La pareja es rápidamente identificada por su inclinación a la labor social, el arte y la lectura, y su hospitalidad hace que rápidamente los líderes de la región sean asiduos a su hogar. Las cualidades de liderazgo de la señora Emma le llevaron a obtener ascendiente sobre los políticos liberales, llegando a ser Presidente del Concejo Municipal. Su carrera pública le llevaría a ocupar cargos del orden intendencial como la Coordinación de Educación y la Secretaría de Gobierno, así como ser designada por el Gobierno Nacional como Alcaldesa de Yopal. 
Durante la década de los ochenta fue reconocida como uno de los grandes soportes de la congresista liberal por Boyacá María Izquierdo de Rodríguez, de la cual es tía materna.

## Retiro y vida actual
Durante los años ochenta la señora Emma se fue retirando discreta y gradualmente de la vida pública de la intendencia. Una razón que la motivó a ello fue su deseo de ser profesional y viaja a Bogotá con el fin de iniciar estudios de Derecho en la Universidad Santo Tomás, al tiempo que sus hijos Hernán, Sara y Lucero.
Sus estudios se vieron interrumpidos a finales de los ochenta por el quebrantamiento de la salud de su esposo, quien moriría en la Clínica del Seguro Social en Bogotá el 7 de septiembre de 1991. Después de esos hechos ha permanecido en Yopal, donde desde 1994 administra un centro comercial ubicado donde antes estaba el Teatro El Estero y cursa estudios superiores de Derecho en la Fundación Universitaria de San Gil que comenzó en julio de 2006 y que ha continuado, pese a que ha sufrido algunos quebrantos de salud.
- Datos: Q5831496